# Sofija Pšibiliauskienė

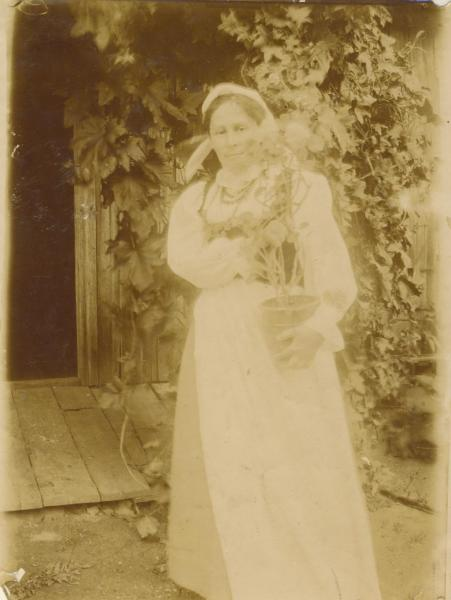
Sofija Pšibiliauskienė (etwa 1910)

Sofija Pšibiliauskienė geb. Ivanauskaitė (poln. Zofia Przybylewska, née Iwanowska; * 16. Septemberjul. / 28. September 1867greg. in Paragiai, Rajongemeinde Akmenė; † 15. März 1926 ebenda) war eine litauisch-russische Schriftstellerin.

## Leben
Sofijas Vater Nikodem Iwanowski war Maler und Schriftsteller aus polnisch-litauischem Kleinadel. Sie erhielt keine formale Ausbildung und bildete sich selbst durch das Lesen gefühlvoller Romane polnischer Autoren. 1891 schloss sie die Ehe mit dem benachbarten Grundbesitzer Rapolas Pšibiliauskas (poln. Rafał Przybylewski), die aber nicht glücklich war. Ermutigt  von Povilas Višinskis, begann sie 1898 für verschiedene litauische Zeitschriften zu schreiben, insbesondere für die Monatszeitschriften Vargas (Die Glocke) und Ūkininkas (Der Bauer). Die Zeitungen waren wegen ihrer lateinischen Schrift im Russischen Kaiserreich verboten, so dass sie von Martynas Jankus zunächst im preußischen Ragnit, dann in Tilsit und schließlich in Bittehnen gedruckt  und über die Grenze nach Russland geschmuggelt wurden.
1903 trennte sich Sofija von ihrem Mann und zog mit ihren zwei kleinen Kindern nach Vilnius. Sie lebte von Gelegenheitsarbeiten als Verkäuferin in einem Büchergeschäft, Näherin und Apothekenhelferin am Rande der Armut. Ihre Zeit benutzte sie nun zum vermehrten Schreiben. In ihren Kurzgeschichten beschrieb sie, wie landlose Bauern durch faule selbstsüchtige Grundbesitzer ausgebeutet und entwürdigt wurden. Die jeweiligen Hauptpersonen litten durch Unglück, soziale Ungerechtigkeit und eigene Fehler. Ihre Erzählung Klaida (Der Fehler, 1908) beschrieb die Zeit vor der Russischen Revolution 1905, ohne auf die tieferen Ursachen der Revolution einzugehen.
1907 kam auch Sofijas Schwester Marija Lastauskienė nach Vilnius. Beide Schwestern schrieben und veröffentlichten seit 1905 unter dem gemeinsamen Pseudonym Lazdynų Pelėda (Hasel-Eule), wobei Sofija Marijas polnische Texte ins Litauische übersetzte. Daher ist nicht immer klar, welche Werke welcher Schwester zuzuordnen sind. Die Öffentlichkeit bemerkte nicht, dass sich hinter Lazdynų Pelėda zwei Personen verbargen, zumal die Schwestern sich in Thematik und Schreibart nicht unterschieden.
1914 zog Sofija nach Kaunas um, wo sie dann an Tuberkulose erkrankte. Darauf kehrte sie in ihr Elternhaus in Paragiai zurück.
1966 wurde in Sofijas Haus in Paragiai ein Museum zur Erinnerung an die beiden Schwestern eingerichtet. 1993 wurde für die beiden Schwestern in Vilnius ein Denkmal errichtet.